# شبح‌بیدواران
شبح‌بیدواران(نام علمی: Hepialoidea) نام یک بالاخانواده از راسته پروانه‌سانان است.